# Ida Waugh
Ida Waugh (24 de outubro de 1846 - 25 de janeiro de 1919) foi uma ilustradora norte-americana de literatura infantil que frequentemente colaborava com sua companheira de longa data, Amy Ella Blanchard.